# Pilea astrogramma
Pilea astrogramma är en nässelväxtart som beskrevs av Friedrich Anton Wilhelm Miquel. Pilea astrogramma ingår i släktet pileor, och familjen nässelväxter. Inga underarter finns listade i Catalogue of Life.